# Histoire des industries de la houille blanche en Tarentaise

L'histoire des industries de la houille blanche en Tarentaise raconte le développement industriel reposant sur la houille blanche, dans la vallée de la Tarentaise. Cette histoire commence avec le prolongement de la voie ferrée d'Albertville jusqu'à Moûtiers, en 1893. Elle s'est traduite par l'ouverture de sept usines d'électrochimie et d'électrométallurgie. La dernière a été fondée en 1932. Ces diverses industries ont fait preuve d'une remarquable faculté d'adaptation en évoluant dans leurs structures, leurs techniques et leurs fabrications malgré la perte de la rente énergétique après la nationalisation de l'électricité. Elles mobilisaient 2 800 personnes pendant les Trente Glorieuses vers 1970. Cet effort d'adaptation a fini par trouver ses limites et seuls survivent aujourd'hui quatre établissements totalisant un millier d'emploi. Mais ceux-ci visent à l'excellence et exercent un rôle de leader sur le plan mondial. 

## Histoire des industries de la houille blanche en Tarentaise

### Le temps des pionniers (1893-1920)
La même année 1893 a été marquée en basse Tarentaise par l’arrivée de la voie ferrée à Moûtiers et par la fondation de la première usine tirant son énergie de la houille blanche. Ce synchronisme n’est pas pure coïncidence : la localisation de telles industries lourdes, loin de leurs approvisionnements et de leur clientèle, imposait à cette époque, et imposera longtemps encore, cette desserte ferroviaire. En des temps où l’on ne savait éviter d’importantes pertes en ligne, l’usine devait faire corps avec la centrale hydroélectrique. On s’accommoderait de conditions moins favorables pour le raccordement à la voie ferrée. Cette loi se vérifie pour les quatre établissements créés entre 1893 et 1901. 
Par référence à ces critères, le site de Notre-Dame présentait les conditions optimales : la desserte ferroviaire se faisait de plain-pied et le torrent de l’Eau Rousse se prêtait à la construction d’une centrale hydroélectrique fonctionnant sous haute chute (250 m). La construction d’un pont sur l’Isère ne posait pas de problème et les bâtiments pourraient s’étaler sur ses deux rives. L’usine fut fondée en 1897 pour le carbure de calcium par Moissan, l’inventeur même du procédé de fabrication, et par Bullier son plus proche collaborateur. Le carbure de calcium  était alors la base de la carbochimie et sa production, toujours à la pointe de la technique, ne devait être arrêtée qu’en 1962 du fait de la concurrence de la pétrochimie. Dès 1899, l’usine ouvrit un atelier de produits carbonés, dans un souci d’autonomie car les fours   étaient équipés d’électrodes de carbone. Ce département devait s’assurer par la suite une vaste clientèle et, du fait de son importance, être érigé en filiale en 1920 sous le nom de SES (Société des Electrodes de la Savoie). 
Antérieure de quatre ans, l’usine d'Arbine a été implantée au sommet du cône de déjection du Bénétan, modeste torrent descendu des pentes du Beaufortain. La desserte ferroviaire était moins favorable à 1,5 km de la gare de La Bâthie, commune d’implantation, et avec un dénivelé de 40 mètres. Les locataires autrichiens l’avaient spécialisée dans la production des abrasifs et ce devait rester sa vocation après séquestre en 1914 et entrée dans le groupe Ugine après la Grande-Guerre.
Lors de sa fondation, l'usine de Pomblière ne bénéficiait pas davantage d'une desserte ferroviaire idéale mais la gare de Moûtiers, terminus de la ligne, n’était qu’à trois km et la route nationale 90 était d’une parfaite viabilité. Or, il était très tentant d’installer une centrale hydroélectrique directement sur le cours de l’Isère même,  sous une chute de 67 mètres et avec un débit considérable de 21 m3/seconde. C’est le pari que fit l’ingénieur lyonnais Georges Coutagne : la société franco-suisse La Volta mit en marche en 1902 une usine d’électrolyse du chlorure de sodium. A la production principale de soude s’ajouterait fatalement celle de chlore. D'où le montage d’un atelier de chlorate de chaux , le meilleur désinfectant contre l’ypérite, pendant la Grande Guerre. A l’époque (1916) la Volta venait d’être absorbée par l’Electrochimie de Henri Gall. 
Le choix du site du Villard-du-Planay à 17 km de la gare de Moûtiers et perché à 900 mètres d’altitude paraissait le plus aventuré. Mais les fondateurs de la Compagnie de Bozel en 1898 disposeraient de l’énergie des dorons confluents de Pralognan et de Champagny équipés chacun d’une centrale, sous hautes chutes. L’atelier de carbure de calcium trouverait quasiment sur place le calcaire et l’anthracite nécessaire et, celui de ferro-silicium,  des carrières de quartzite sur la commune même de Planay. Seules les ferrailles devraient être acheminées depuis Moûtiers par de longues théories de chevaux.

### La consolidation (1920-1945)
Le cœur de la Tarentaise s’est enrichi de trois nouveaux établissements entre 1928 et 1938. Il s’est agi dans les trois cas de développer des industries déjà en place et par les  mêmes sociétés. Telle a été la stratégie de Bozel-Malétra - nouvelle raison sociale de la Compagnie de Bozel depuis 1925. Il n’était pas question d’agrandir l’usine du Villard-du-Planay pour satisfaire à la demande croissante de ferrosilicium, son enclavement rendant prohibitives les charges de transport pour des tonnages considérablement accrus. D’où le choix, en 1928, d’une implantation à Château-Feuillet, sur la commune de Petit-Cœur, en bordure de voie ferrée pour y transférer cet atelier. L’usine tirerait son énergie de la centrale de Vignotan, nouvellement mise en service sur le doron de Bozel. 250 personnes y étaient employées en 1939. Quant au  Villard-du-Planay, il  poursuivrait sa fabrication  de carbure de calcium  et développerait le département de silico-calcium, ferro d’affinage demandé en moindre quantité par le marché que le ferrosilicium.

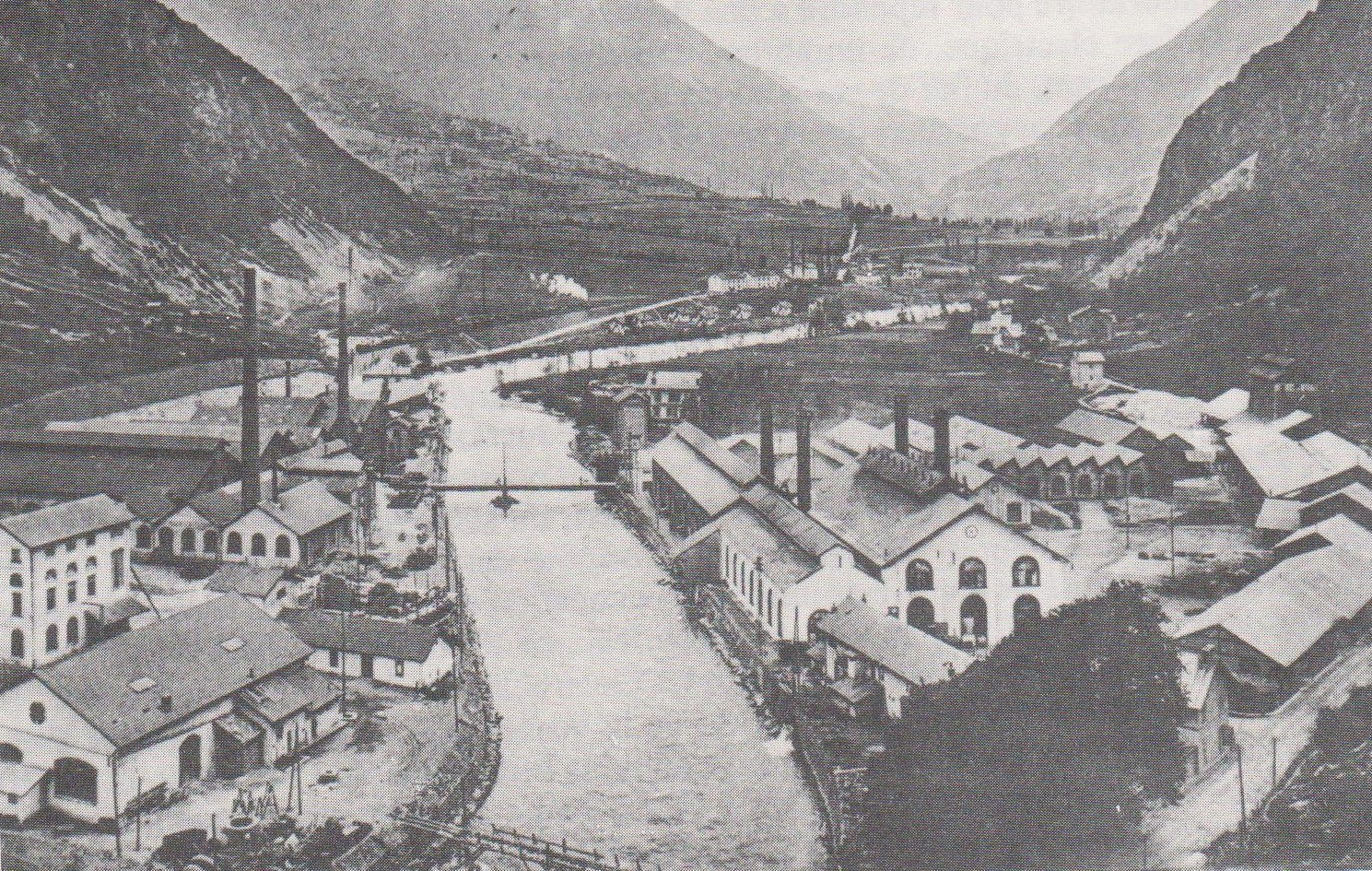
Usine de Notre-Dame de Briançon vers 1920

A Notre-Dame-de-Briançon, la Société des Electrodes de la Savoie voulait consolider sa présence sur le marché. Celle-ci était encore très modeste dans le haut de gamme, celui des électrodes graphitées. D’où la décision de développer ce département par association avec la société américaine détentrice du brevet Acheson : en 1932 naissait ainsi la C.I.S.A (Compagnie Industrielle Savoie-Acheson) dont les halls furent érigés en rive gauche de l’Isère, dans la continuité de ceux du carbure de calcium de l’Electrochimie. On prit ainsi l’habitude d’aller travailler « aux Américains », détenteurs de la majorité du capital.

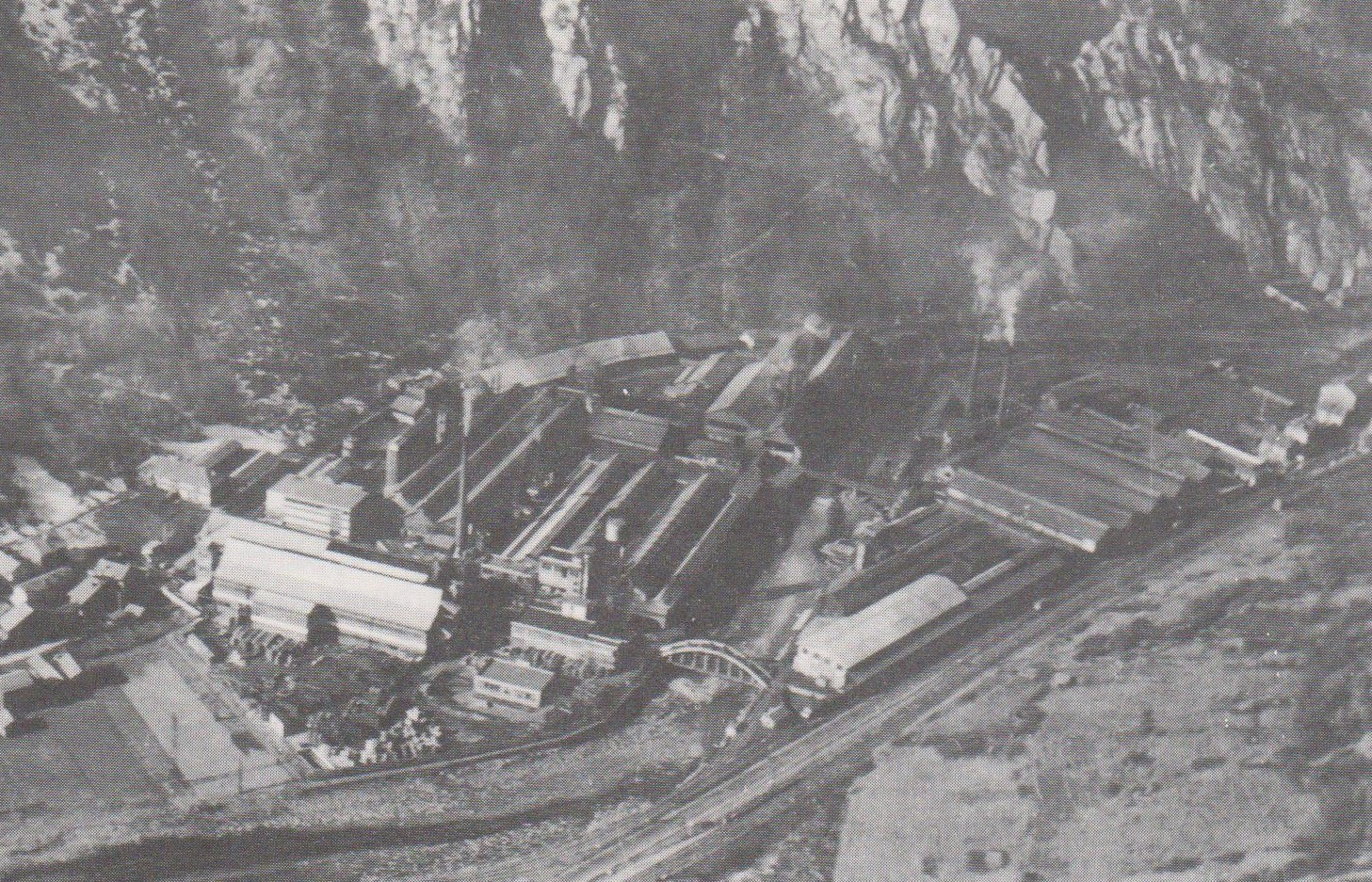
Usine de Notre-Dame de Briançon en 1960

La création de l’usine de Moûtiers en 1938 est à l’initiative d’un voisin : les Aciéries d’Ugine. Cette entreprise était passée maîtresse dans la fabrication de l’acier inoxydable, alliage de chrome et le nickel. Dépendante de Penarroya pour ce dernier, Ugine voulait réaliser son autonomie s’agissant du chrome. L’usine de Moûtiers prétendait à mieux encore. Non seulement y serait élaboré le ferrochrome à partir du minerai brut mais encore, par intégration technique, des fours électriques produiraient l’acier chromé lui-même. Dans l’étroite cuvette de Moûtiers l’usine a trouvé place contre la montagne mais dans un site très contraint étagé sur cinq niveaux !  
L’usine de Pomblière était en difficulté parce que résistant mal à la concurrence des producteurs de soude selon le nouveau procédé Solvay et favorisés par leur implantation sur les grands centres de consommation. Elle trouva sa voie dans la reconversion à l’électrolyse du sodium, par transfert depuis l’usine des Clavaux dans le Val Livet, sur le cours de la Romanche. Ce transfert n’a été possible que par le fait que La Volta avait été absorbée en 1915 par la Société d’Electrochimie propriétaire des Clavaux. 
Ainsi, à la veille de la Deuxième Guerre mondiale, les sept établissements tarins nés de la houille blanche – en n’oubliant pas Arbine, fournissaient de l’ouvrage à près de 2 000 personnes.

### L’âge d’or des Trente Glorieuses (1945-1975)
Les sept mêmes établissements tarins de la houille blanche mobilisent 2 800 personnes en 1974 lorsqu’éclate le premier choc pétrolier. A cette date, la Savoie a gardé toutes ses chances sur l’échiquier national voire mondial dans une économie en pleine croissance malgré la perte de la rente énergétique due à la nationalisation des centrales par EDF et aux surcoûts de transport liés à l’enclavement. 
L’exemple de Notre-Dame-de-Briançon est exemplaire. Le volume de produits carbonés de la S.E.S a été multiplié par 7,5 ente 1950 et 1975. L’entreprise a manifesté une remarquable capacité d’adaptation en se spécialisant dans deux créneaux  très porteurs. D’une part le département de produits carbonés a su se fidéliser la clientèle traditionnelle des sidérurgistes et des producteurs d’’aluminium en les accompagnant dans leur développement. D’autre part, à l’imitation de l’Allemagne et des Etats-Unis, à partir de 1947, l’entreprise s’est lancée dans la fabrication des blocs réfractaires carbonés dont sont faits creusets et étalages c’est-à-dire les parties inférieures des hauts-fourneaux : la S.E.S est devenue, en 1954, la S.E.R.S (Société des Electrodes et  Réfractaires de la Savoie) et ç’a été un grand sujet de fierté que d’avoir participé au lancement des complexes sidérurgiques de Sidmar, près de Gand, et de Dunkerque. Alors est apparu le facteur limitant de cette croissance : malgré l’abandon du carbure de calcium c’est l’espace qui est venu à manquer, les ateliers s’alignant sur une étroite langue de 900 m en rive droite de l’Isère. Car l’autre rive, ancien bastion du carbure de calcium, avait été libérée au profit de la C.I.S.A. Lors de la constitution du groupe P.U.K., en 1972, les participations de la S.E.R.S lui ont été vendues et l’entreprise était donc passé entièrement sous le contrôle de l’américaine Union Carbide. Profitant du même marché porteur, cette société a poursuivi ses efforts d’investissements au point de se heurter aux mêmes limitations spatiales en rive gauche de l’Isère que sa voisine. Au total, non seulement  SERS et CISA prospèrent dans leur site tarin mais se doublent d’installations en bord de mer, respectivement à Port-de-Bouc et à Calais.  

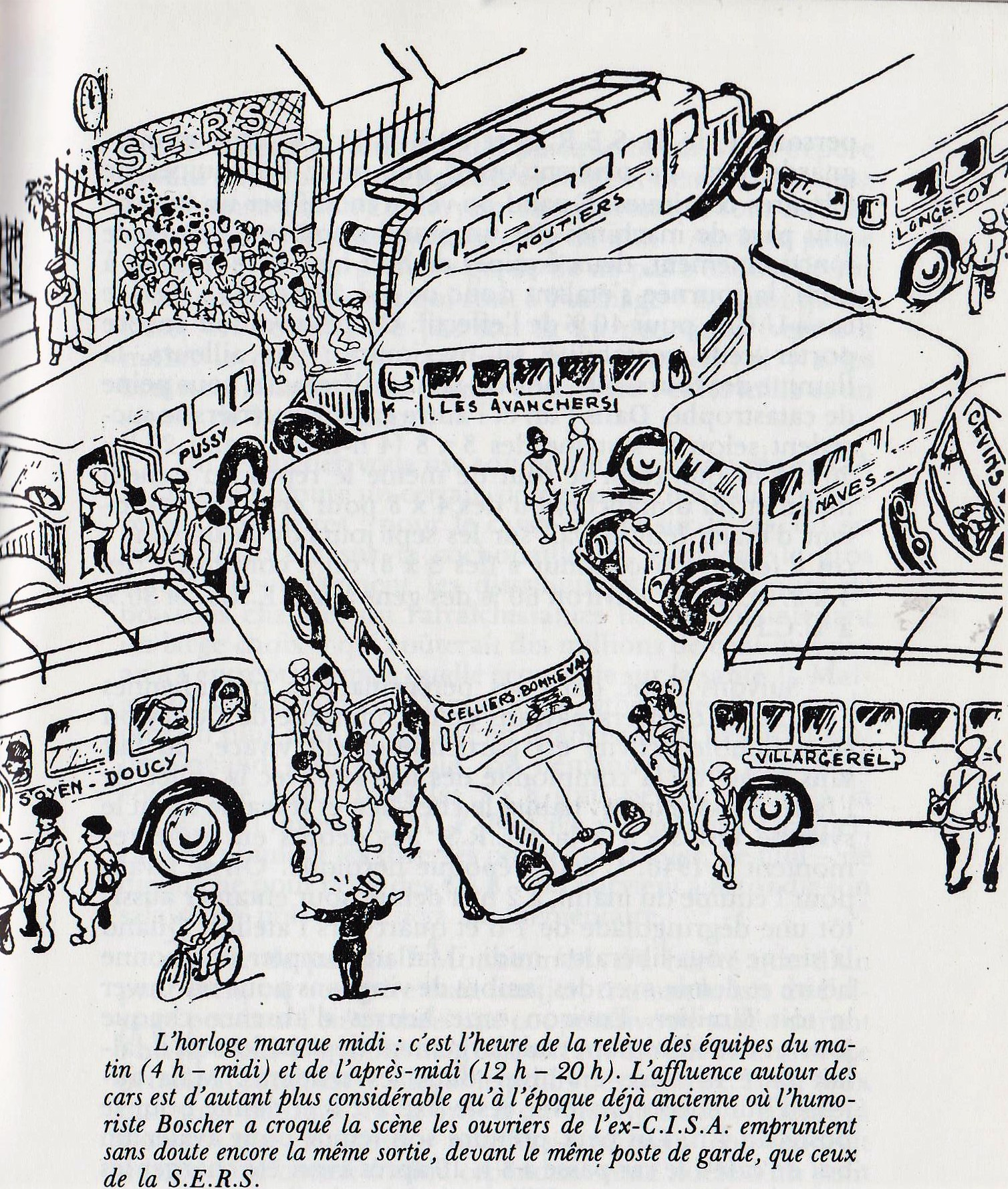
La relève des équipes à l'usine de Notre-Dame de Briançon vers 1970.

En ce qui concerne l’usine de Château-Feuillet, entrée en 1957 après fusion dans le capital de Nobel-Bozel, les mêmes contraintes qui avaient conduit à y développer la fabrication de ferro-silicium entre les deux guerres aux dépens de l’usine du Villard-du-Planay lui ont valu d’hériter de son département de silico-calcium. Pour une juste appréciation de la réalité, il importe de savoir que cet établissement  est en contiguïté immédiate de l’usine de la Sers et que, comme elle, s’est alors posé le problème du développement spatial afin de préserver sa part d’un marché toujours en croissance : la solution a  été trouvée par la création d’une nouvelle usine à Anglefort, sur les bords du Rhône, un peu en aval de la centrale de Génissiat. Si l’on ajoute aux trois usines de Notre-Dame-de-Briançon et de Château-Feuillet les effectifs de Moûtiers et de Pomblière, on totalise plus de 2 400 personnes, pour les usines de la houille blanche échelonnées sur une dizaine de kilomètres, soit 84 % de l’ensemble de la Tarentaise. Ce chiffre est très disproportionné par rapport au peuplement du fond de la vallée dont le centre urbain de Moûtiers compte moins de 4 200 habitants. Pour le recrutement de la main-d’œuvre, vers 1970, l’immigration italienne et surtout nord-africaine  ne représente qu’une petite minorité sauf à Château-Feuillet où elle atteint 45 %. Beaucoup plus impressionnante est la mobilisation de la population locale avec la généralisation du genre de vie ouvrier-paysan. Face au déclin de l’économie agricole, le travail en usine séduit par la sécurité d’emploi. La législation, en limitant la durée hebdomadaire du travail, a rendu possible la double activité pour les travailleurs postés selon le rythme des trois huit. Le problème du transport a été résolu par la multiplication des services d’autocars. Tout le cœur de la Tarentaise est ainsi mis à contribution : on descend des hauts villages du bassin d’Aigueblanche mais aussi du Berceau tarin, des vallées des Belleville et du doron de Bozel,.

### Trois crises (1974-1987)
Le même optimisme n’était plus de mise pour trois autres établissements tarins. Dès avant 1939, l’usine de Pomblière avait ajouté au sodium une deuxième activité : la production du cobalt y avait été développée, logiquement car son obtention à partir du minerais de smaltite passe par une phase chlorée : on pouvait donc parler d’intégration technique. Après 1945, le département de cobalt, dont Pomblière avait l’exclusivité en France, tendait à égaler l’importance de celui de sodium. Les contraintes de l’enclavement et de la concurrence étrangère étaient compensées par la qualité de la production. Au début des années 1970, l’une et l’autre activités se sont heurtées à des difficultés spécifiques. Le principal débouché du sodium était dans la fabrication du plomb tétra-éthyle utilisé comme antidétonant des carburants. Or, c’est à cette époque que commence la lutte pour l’essence sans plomb et les premières mesures pour en abaisser le taux dans les carburants. Une autre partie était livrée aux centrales nucléaires à surgénération et le passage du stade pilote comme Marcoule à celui de Superphénix était l’objet d’une vive contestation. Quant au cobalt, devant lequel s’ouvrait un avenir radieux dans l’industrie des fusées et des réacteurs, le problème est venu des difficultés d’approvisionnement car les mines marocaines de smaltite menaçaient de fermeture par épuisement de leurs réserves et les autres sources d’approvisionnement étaient des chasses bien gardées par la concurrence. Ces difficultés avaient leur traduction en termes d’emplois. L’effectif était passé de 605 en janvier 1966 à 442 en septembre 1974.
L’inquiétude était encore plus vive à Moûtiers au milieu des années 1970. Paradoxalement, car le marché de l’acier inoxydable avait connu un essor prodigieux et sa production avait été multipliée par 20 en 24 ans. Mais cette croissance exponentielle avait précisément conduit Ugine à construire à l'Ardoise, sur les bords du Rhône une réplique de l’usine tarine dont la production, avant les agrandissements programmés, était quadruple de celle de Moûtiers. On aurait pu toutefois imaginer pour Moûtiers un avenir dans la spécialisation pour la satisfaction de commandes « sur mesure », portant sur des qualités d’aciers à spécifications très précises et pour des qualités limitées, des marchés de niche si n’était apparue un handicap encore plus fondamental avec l’apparition d’une technique révolutionnaire dans la fabrication du ferro-chrome, facile à maîtriser par les pays miniers dont on ne pouvait douter qu’ils seraient tentés brève échéance d’intégrer à la valeur du minerais celui de sa transformation : c’est alors l’Ardoise même qui aurait à s’adapter ! Moûtiers fermera en 1982, victime de l’obsolescence.
L’usine du Villard-du-Planay avait perdu son atelier de carbure de calcium, condamné par la concurrence de la pétrochimie et ceux de ferro-silicium et de silico-calcium transférés à Château-Feuillet. Sa survie ne tenait plus qu’à l’élaboration d’alliages ternaires qui pouvaient tout aussi bien faire l’objet du même transfert. Elle fermera en 1987.

### À la recherche de l’excellence (1987-2019)
L’héritage de la houille blanche se limite depuis les années 1980 à quatre établissements qui totalisent un millier d’emplois. On doit souligner deux caractéristiques. D’une part, ils sont dans la dépendance de firmes internationales sans attaches avec les anciennes sociétés nationales. D’autre part, ils se sont spécialisés dans des créneaux très porteurs sur le marché mondial.
L’usine d’Arbine a connu les avatars du groupe Pechiney. Après ALCAN (2000) et Rio Tinto (2007), puis ALTEO, elle est devenue en 2017 la propriété de la société américaine New Day Aluminum LLC, dont elle est la filiale Fusedaluminum. Elle est restée fidèle à sa fabrication originelle de corindon mais n’est plus cantonnée dans les usages traditionnels des abrasifs et des réfractaires. Elle s’est créée de nouveaux clients dans le secteur des céramiques et des parquets laminés, antidérapants et remarquablement résistants à l’usure. Elle exporte la quasi-totalité de sa production. Elle emploie 180 personnes,,. 
À la sortie du groupe Pechiney, Pomblière est devenue la société Alkaline en 1997. Elle appartient depuis 2017 à la société japonaise Nippon Soda. Elle a   éliminé toutes ses concurrentes, hors les chinoises, dans la production du sodium dont les débouchés ont été multipliés à l’infini dans le textile (bluejeans), la papeterie, l’alimentation (vitamine A), l’automobile (airbags)  ainsi que dans les biocarburants par des livraisons depuis 2013 à sa filiale de La Rochelle Envirocat. Elle se veut également leader mondial dans le domaine du lithium qui a trouvé des marchés porteurs dans la pharmacie, le caoutchouc synthétique et surtout les batteries pour les voitures électriques. Toutes ces productions sont exportées dans le monde entier. 300 personnes  ont leur emploi à Pomblière,. 
Château-Feuillet est sorti également du groupe Pechiney et est passé sous le contrôle de l’espagnole Ferroatlantica en 2005. Elle est devenue en 2016 l’américaine Ferroglobe après fusion entre Ferroatlantica et Globe Speciality Metals. Outre ses fabrications traditionnelles comme le  silico-calcium pour la sidérurgie elle vend surtout du silicium dont le marché s’est considérablement élargi après la découverte de ses propriétés de semi-conducteur (panneaux solaires) et de celles du vaste domaine des silicones, liquides ou élastomères. L'usine de Château-Feuillet emploie alors 260 personnes et les trois quarts de la clientèle sont hors des frontières nationales. Cependant, en 2021, le groupe remet en question la pérennité de ses deux usines alpines. Le site de Château-Feuillet est condamné et, le 1er avril 2022, ses 221 salariés perdent leur emploi.
En 1993, l’établissement unique né de la fusion entre la SERS et la CISA est devenu la filiale UCAR de la société américaine  Union Carbide. Au terme de reprises successives par Alcan en 2004 puis Rio Tinto en 2007, il est devenu en 2016 la propriété du fonds de retournement Alandia. Le rétablissement de la situation doit être envisagé avec prudence lorsqu’on constate le constant déclin de l’emploi : 386 personnes en 2010, 285 en 2016, 251 en 2018 ! Il dépendra en partie de la mise au point de spécialités qui permettront d’élargir à d’autres usages que celui des cathodes le marché du graphite artificiel,,.

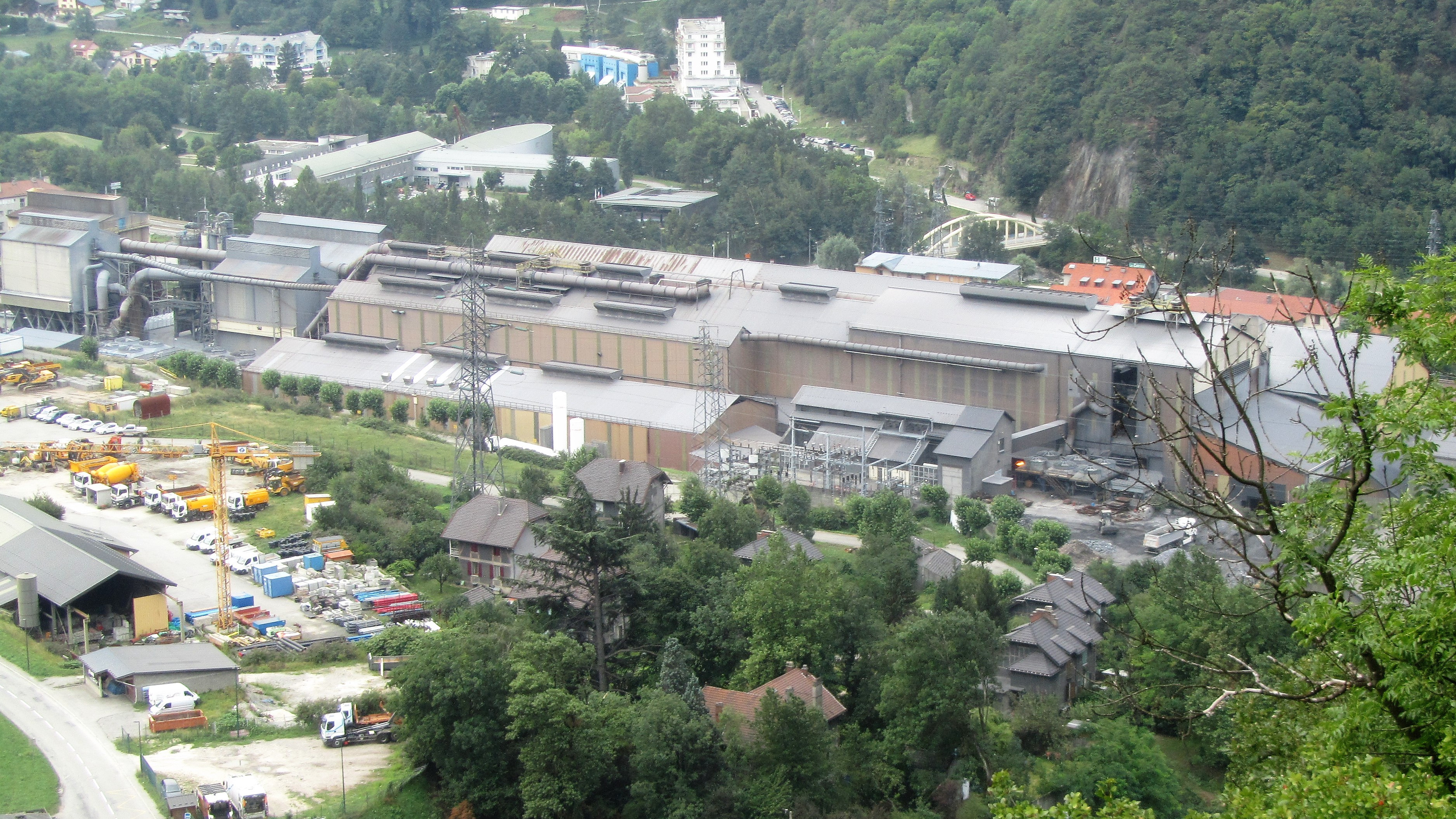
Usine de Château-Feuillet
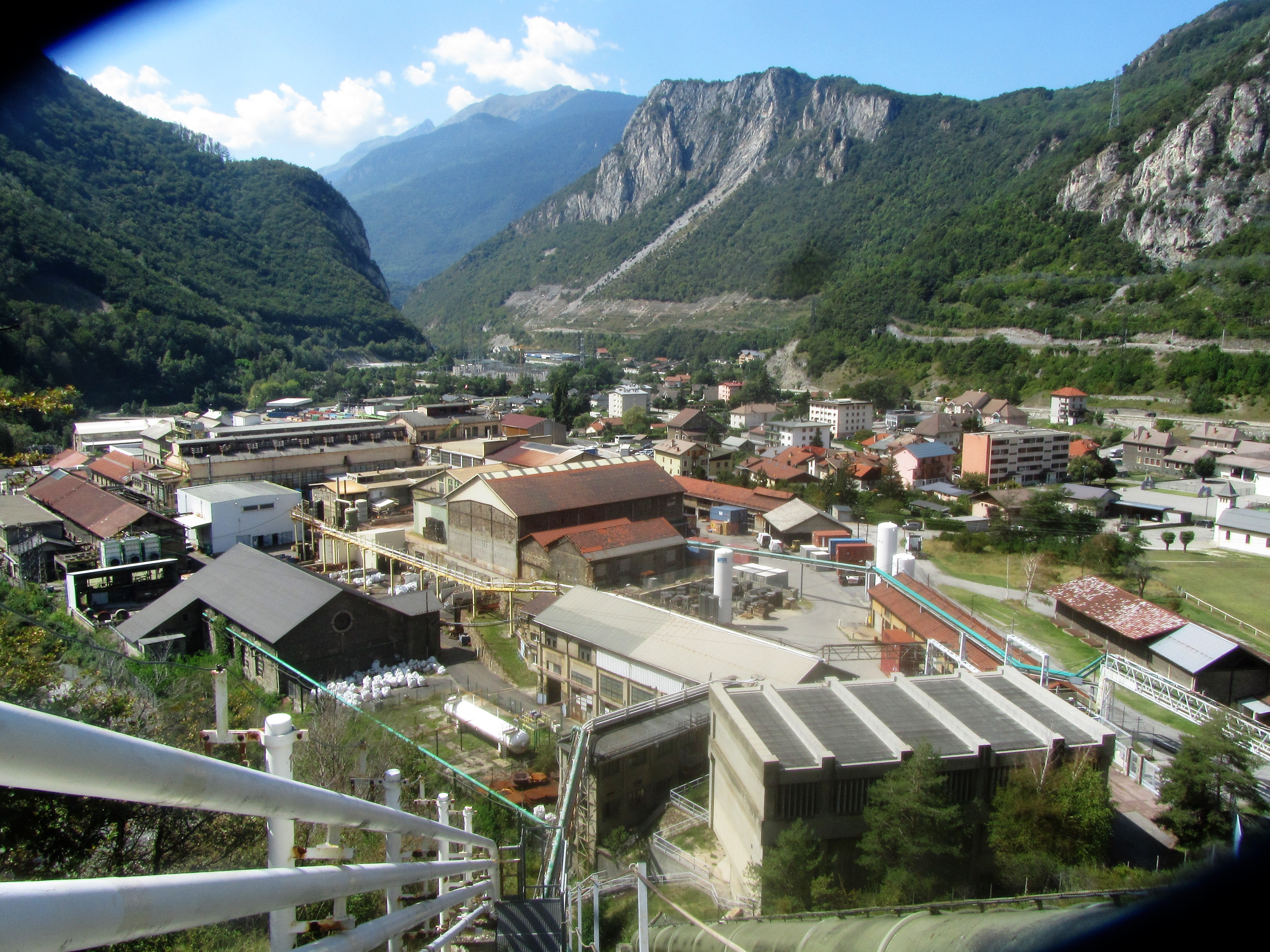
Usine de Pomblière
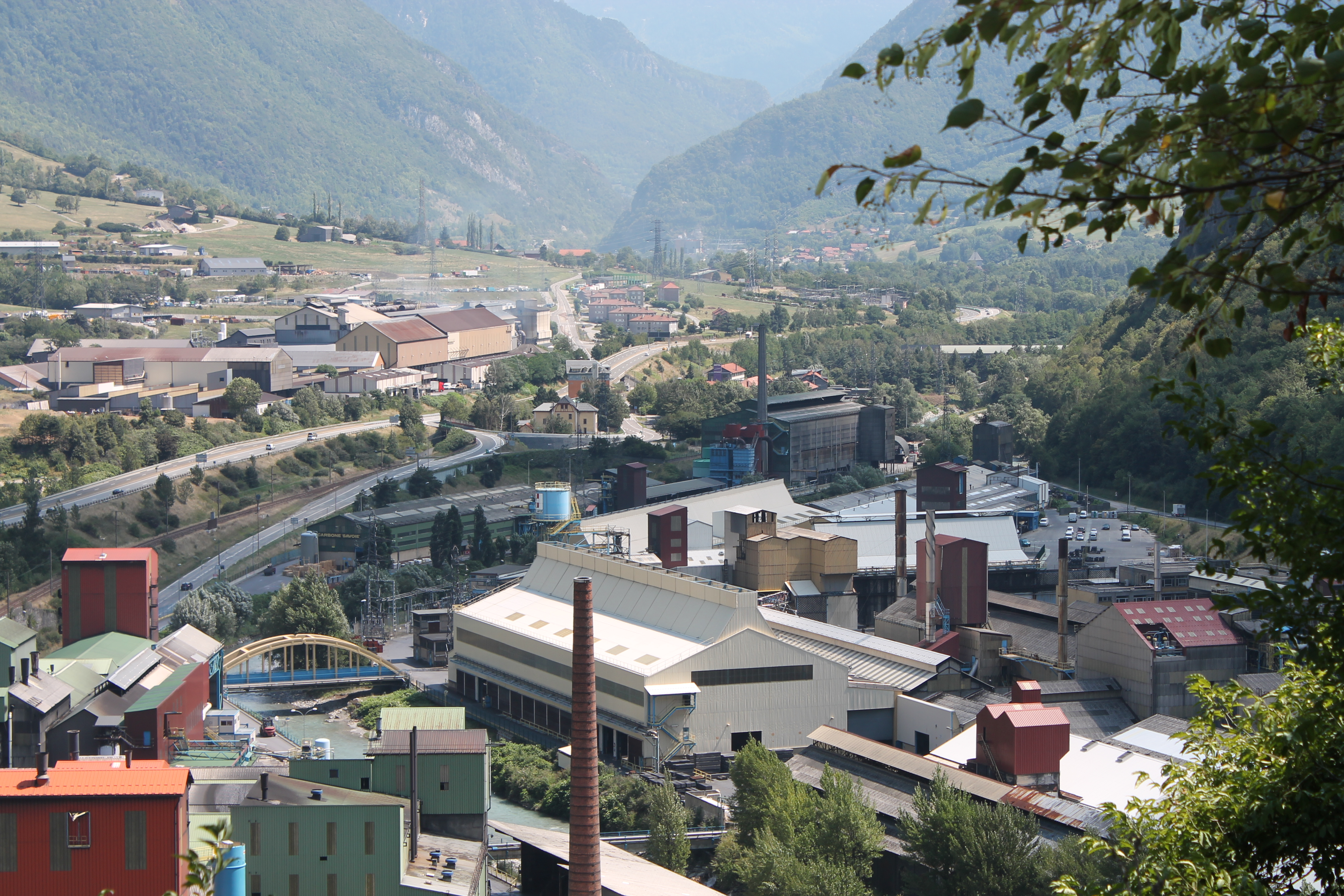
Usine Carbone Savoie à La Léchère
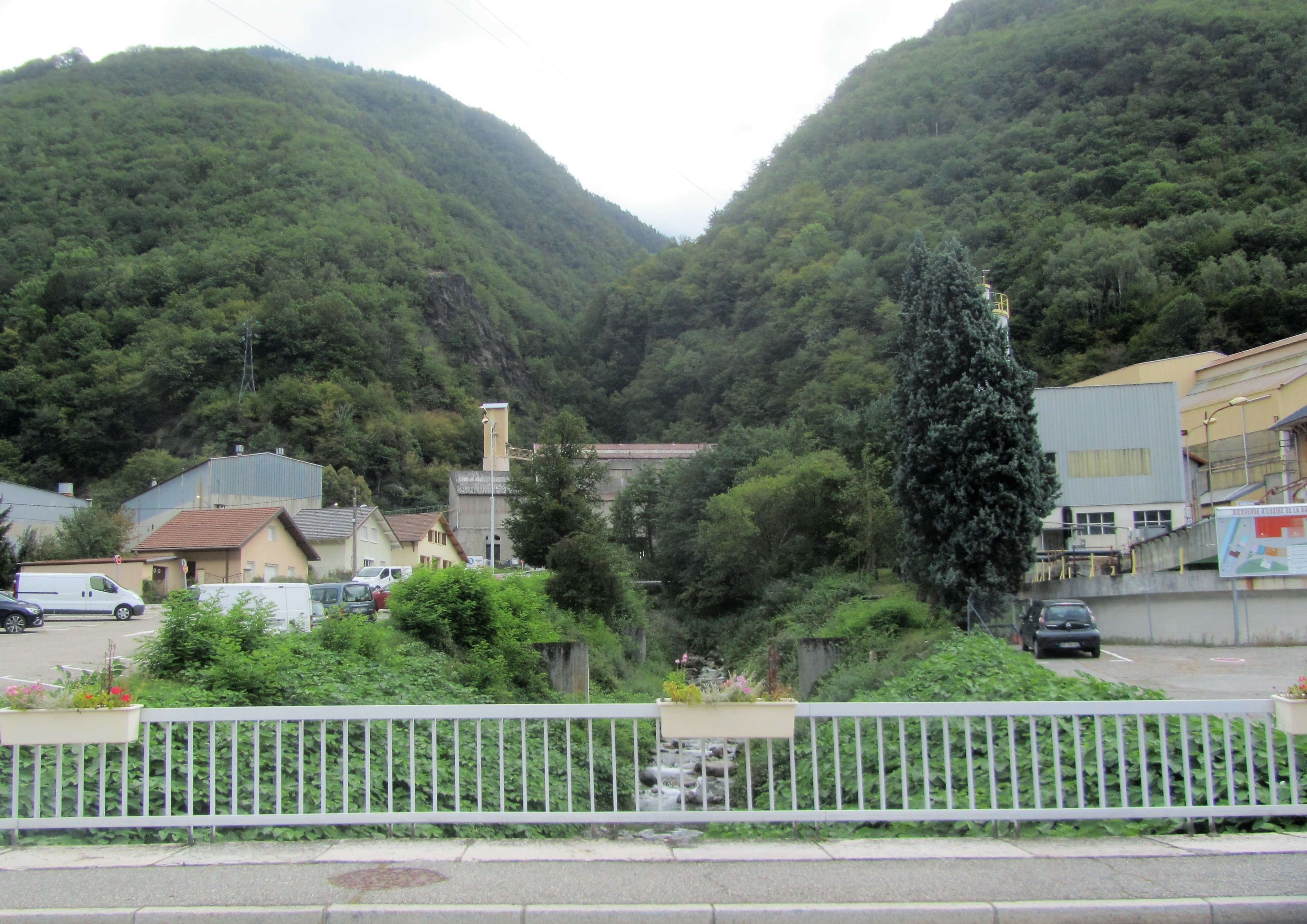
Usine d'Arbine à la Bâthie

## Référence
1. ↑  Pierre Messiez, Le rail en Tarentaise, éditions du Cabri, 1993, 152 p., _ _ _
2. ↑  Grandes Alpes industrielles de Savoie, 1978, p. 202-203.
3. ↑  Grandes Alpes industrielles de Savoie, 1978, p. 226.
4. 1 2 3 4  Ivan Grinberg, Pomblière fabrique de métaux spéciaux depuis 1898, Grenoble, Presses universitaires de Grenoble, 1998, 255 p., _ _ _
5. ↑  Grandes Alpes industrielles de Savoie, 1978, p. 163-164.
6. 1 2  FerroPem, FerroPem usine de Château-Feuillet depuis 1928, 2019, 80 p., p. 15-28
7. ↑  Grandes Alpes industrielles de Savoie, 1978, p. 226-227.
8. ↑  Grandes Alpes industrielles de Savoie, 1978, p. 373-379.
9. ↑  Anne-Marie Faidutti, L'immigration italienne dans le sud-est de la France, Gap, Ophrys, 1964, 377 p., _ _ _.
10. 1 2  Louis Chabert, Histoire de l'électrochimie et de l'électrométallurgie en Savoie, Chambéry, Société savoisienne d'histoire et d'archéologie, 1987, 36 p., p. 19-36
11. ↑  Laurence Veuillen, « Rio Tinto vend l'usine d'Arbine à un fonds d'investissement », Le Dauphiné libéré,‎ 29 mars 2012 (lire en ligne).
12. ↑  Mélissa Depeyre, « New day aluminium LLC va reprendre Arc fused alumina », Le Dauphiné libéré,‎ 3 août 2017 (lire en ligne).
13. ↑  Ingrid Brunschwig, « Arc Fused Alumina passe sous pavillon américain », Le Dauphiné libéré,‎ 9 novembre 2017 (lire en ligne).
14. ↑  Jean-François Casanova, « Nippon Soda nouvel actionnaire japonais », Le Dauphiné libéré,‎ 7 février 2012 (lire en ligne).
15. ↑  Claude Tatout, « Métaux Spéciaux fête ses 120 ans », Le Dauphiné libéré,‎ 26 janvier 2019 (lire en ligne).
16. ↑  FerroPem, FerroPem usine de Château-Feuillet depuis 1928, 2019.
17. ↑  Benoît Pavan, « Ferroglobe ferme son usine savoyarde, la seule à produire du siliciure de calcium en Europe », Le Monde,‎ 2 avril 2022 (lire en ligne).
18. ↑  Laurent Berger, Permis de construire, 2015, 208 p., p. 43-47
19. ↑  Pozzalo Jean-Luc, « Carbone Savoie accueille Edouard Martin », Communiqué de presse CFDT,‎ 16 mars 2016.
20. ↑  Sébastien Gauthier, Carbone Savoie 120 ans de savoir-faire, 2017, 70 p.